# Dimitrie Sturdza
Dimitrie A. Sturdza-Miclăuşanu, ou apenas Dimitrie Sturdza (Iaşi, 1833 — 1914), foi um estadista romeno do final do século XIX e início do século XX. Ocupou o cargo de primeiro-ministro por quatro períodos (15 de outubro de 1895 a 2 de dezembro de 1896, de 12 de abril de 1897 a 23 de abril de 1899, 27 de fevereiro de 1901 a 4 de janeiro de 1906 e de 24 de março de 1907 a 9 de janeiro de 1909). Foi também presidente da Academia Romena entre 1882 e 1884.